# Zarrineh (rivière)
La Zarrineh Rud (en persan : رینهرود) est une rivière en Iran qui se jette dans le lac d'Orumieh.
Une partie de l’eau de la rivière Zarrineh est détournée pour alimenter la ville de Tabriz qui ne fait pas partie de son bassin versant. Un barrage a été construit pour permettre l’irrigation des terres.
Pendant la période mongole la rivière s’est appelée Tchagatû (en persan : čaḡatū, چغنو) semble-t-il du nom du fils de Gengis Khan Djaghataï (Tchaghataï en persan : čaḡatāy, جغتای). Dans la langue locale elle s’appelle Tchaygâtû (en persan : čayḡātū, چیغاتو) (Jagatay / Jagatû).